# Конки, Хезер
Хезер Конки (англ. Heather Conkie) — канадская сценаристка, продюсер и телеведущая. Создательница телесериала «Тёмный Оракул».

## Биография
Начинала свою карьеру как автор различных детских шоу на телеканале TVOntario. В 1978 году была ведущей детской программы «Report Canada», в которой рассказывала о географии и истории Канады. C 1992 года начала писать сценарии для телефильмов. Была одним из сценаристов сериала «Дорога в Эйвонли».
В 1998 году получила премию «Джемини» в категории «Лучший сценарий драматической программы или мини-сериала» за работу над фильмом «Пит Пони».
Совместно с Яной Синьор была автором молодёжного сериала «Тёмный Оракул» в 2004-2006 годах.
На протяжении 16 лет, с 2007-го по 2023-й, была исполнительным продюсером сериала «Там, где сердце». Вместе с Конки над сериалом работала её дочь, Александра Кларк. Впоследствии Хезер с дочерью создали фэнтэзийный телесериал «Путь домой», первый сезон которого вышел в 2023 году на канале Hallmark.

## Фильмография
| Год         | Название на русском                        | Название на английском     | Роль                                                               |
| ----------- | ------------------------------------------ | -------------------------- | ------------------------------------------------------------------ |
| 1990 — 1996 | «Дорога в Эйвонли» (телесериал)            | Road to Avonlea            | автор сценария (22 эпизода)                                        |
| 1997        | «Тихие палисады» (телесериал)              | Pacific Palisades          | автор сценария (1 сезон: 4 и 7 серии)                              |
| 1997        | «Пит Пони» (ТВ-фильм)                      | Pit Pony                   | автор сценария                                                     |
| 1998        | «Седьмое небо» (телесериал)                | 7th Heaven                 | автор сценария (2 сезон, 17 серия)                                 |
| 1999        | «Амазония» (телесериал)                    | Amazon                     | автор сценария (1 сезон, 8 серия)                                  |
| 2001 — 2002 | «Зак и секретные материалы» (телесериал)   | The Zack Files             | автор сценария (2 сезон: 2 и 15 серии)                             |
| 2004        | «Кошка-привидение» (ТВ-фильм)              | Mrs. Ashboro's Cat         | автор сценария                                                     |
| 2004 — 2006 | «Тёмный Оракул» (телесериал)               | Dark Oracle                | исполнительный продюсер автор сценария (26 эпизодов)               |
| 2010        | «Шпионка Хэрриет: Война блогов» (ТВ-фильм) | Harriet the Spy: Blog Wars | автор сценария                                                     |
| 2007 — 2023 | «Там, где сердце» (телесериал)             | Heartland                  | исполнительный продюсер (249 эпизодов) автор сценария (72 эпизода) |
| 2023 — 2025 | «Путь домой» (телесериал)                  | The Way Home               | исполнительный продюсер (29 эпизодов) автор сценария (30 эпизодов) |